# Masacrul de la Podujevo
Masacrul de la Podujevo este un nume care se referă la uciderea în masă a 14 civili albanezi kosovari, copii și femei, comise de forțele sârbe în martie 1999 în timpul războiului din Kosovo. Unul din supraviețuitori masacrului, Saranda Bogujevci, avea numai treisprezece ani când s-a produs acest incident, a primit multă atenție din partea mass-mediei după ce reușise cu succes să aducă în fața justiției acest caz, cu ajutorul câtorva organizații din Serbia, Canada, și Regatul Unit.
Goran Stoparić, lucra la unitatea anti-teror a Armatei Iugoslaviei, în timpul acestui eveniment, a oferit indicii pentru a duce inculpații în fața justiției. Într-un interviu luat de Canadian Broadcasting Corporation, acesta a speculat pe motive din spatele acțiunile comise de către forțele neregulate:
"Părerea mea este că singurul (lor) motiv a fost că victimele erau albanezi, și probabil și datorită imaturității și a urii din mintea lor. Probabil că aceștia i-ar fi ucis dacă victimele era bosniaci, și croați. Dar este clar că au fost uciși pentru că nu erau sârbi."
Poliția Serbiei a arestat doi dintre membrii unei unități speciale numită Škorpioni (Scorpionii), Sasa Cvjetan și Dejan Demirović au oferit de bună voie declarații incriminatoare și semnându-le. Demirović a trebuit să plece în Canada pentru a cere ajutor azilului politic, dar a fost deportat înapoi în țara natală o campanie orchestrată de organizațiile drepturilor omului.
Dejan Demirović și Sasa Cvjetan au fost singurii acuzați pentru crimă. Cvetjan a primit sentința cu închisoare 20 de ani în Serbia.
Membrii ai Scorpionilor Sârbi au fost de asemenea implicați în masacre din Bosnia și Herțegovina. Pe 10 aprilie 2007, patru dintre aceștia au fost condamnați de lungă durată și condamnați la pedepsele cu închisoarea, sentință a Tribunalului pentru Crimele de Război din Belgrad.